# 珠藓
珠藓（学名：Bartramia halleriana），又名亮叶珠藓，为珠藓科珠藓属下的一个种。